# Gırgır
Gırgır (prononcé [gɯɾ.gɯɾ]) est un hebdomadaire satirique turc fondé en 1972.

## Histoire
Le 17 février 2017, à la suite d'une vague de protestations en particulier sur Twitter, le procureur de la République de Küçükçekmece ordonne la fermeture du titre à la suite de la publication d'une caricature de Moïse en invoquant l'article 216/3 du Code pénal turc qui punit le « dénigrement des valeurs religieuses auxquelles s'identifient une partie de la population »,. Gırgır fait alors partie des titres de presse de satire et de caricature les plus vendus en Turquie.